# クエスト (バンド)
クエスト（Quest）は、サックス奏者のデイヴ・リーブマン、ピアニストのリッチー・バイラーク、ベーシストのロン・マクルーア、ドラマーのビリー・ハートによるアメリカのジャズ・バンドである（オリジナルのバンド・ラインナップには、ベーシストのジョージ・ムラーツとドラマーのアル・フォスターが含まれていた。このラインナップはグループのファースト・アルバムでのみフィーチャーされた。その後のすべてのレコーディングでは、リーブマン/バイラーク/マクルーア/ハートのラインナップがフィーチャーされている） 。

## ディスコグラフィ

### アルバム
- 『クエスト』 - Quest (1981年、Trio)
- 『クエストII』 - Quest II (1987年、Storyville)
- Quest III: Midpoint – Live at Montmartre (1987年、Storyville)
- 『N.Y.ナイツ：スタンダーズ』 - N.Y. Nites: Standards (1988年、Storyville)
- 『ナチュラル・セレクション』 - Natural Selection (1988年、Evidence)
- 『オブ・ワン・マインド』 - Of One Mind (1990年、CMP)
- Redemption: Quest Live in Europe (2007年、HatOLOGY)
- Re-Dial: Live in Hamburg (2010年、Outnote)
- Searching for the New Sound of Be-Bop (2010年、Storyville) ※『クエストII』『Quest III: Midpoint』とリーブマンとバイラークのデュオ作『ダブル・エッジ』の3作を収録[1]
- Live in Paris 2010 (2013年、Vaju Prod.) ※ダウンロードのみ。未CD化
- 『サーキュラー・ドリーミング：プレイズ・ザ・マイルス・デイヴィス60's』 - Circular Dreaming: Quest Plays the Music of Miles' 60's (2013年、Enja)